# گالی
گالی (نام علمی: Sparganium) جزو گیاهان تک لپه ای، چندساله، مرداب زی و شبیه گراس‌ها می‌باشد. گالی جزو اصلی ترکیب گیاهان آبزی اراضی باتلاقی را در مناطق معتدله تا نواحی قطبی تشکیل می‌دهد.
برای گالی نام‌های گوناگون دیگر هم ذکر شده‌است مانند: جَل وزغ، نی خاردار، نی توپی، تُورُوف، جگن کروی و جگن باتلاق.
گالی سرده‌ای از گیاهان گلدار شامل حدود ۲۰ گونه است که در مناطق معتدل هر دو نیم‌کره شمالی و جنوبی می‌روید. این گیاه را پیش از این در تیره اسپرغانیان قرار می‌دادند. اسپرغان گیاهی چندساله و مردابی است که گل‌های بی‌جنس (Epicene) دارد و برخی گونه‌های آن تا ۳٫۵ متر رشد می‌کنند.

## مشخصات
گالی دارای سیستم سلول‌های آئرانشیم برای انتقال اکسیژن حاصل از فتوسنتز برگ‌ها و ساقه‌ها به منطقه ریشه‌ها است. سیستم ریشه ای گالی از نوع افشان و ریزوم‌دار است و گاهی غده‌های کوچکی نیز تولید می‌شوند.
برگ‌ها طویل و تسمه ای یا نواری، با رگبرگ‌های موازی، متناوب، بدون پُرز، فاقد دندانه، فاقد رگبرگ میانی مشخص، غالباً شق و ایستاده و مجزا از همدیگر هستند. قسمت قاعده تا اواسط پهنک برگ‌های گالی دارای مقطع عرضی V شکل و ناومانند یا مجرادار می‌باشد. بخش ابتدایی برگ گالی بگونه ای است که به صورت غلافی ساقه را دربر می‌گیرد و پهنک برگ را حمایت می‌کند. پهنک برگ گالی بطول ۲/۱–۳/۰ متر و عرض ۱۵–۲ میلی‌متر است. سطح برگ‌ها در صورت فشرده شدن حالتی اسفنجی دارد. گالی‌هایی که در آب‌های عمیق‌تری رشد می‌نمایند، دارای برگ‌های باریکتری هستند و به تولید برگ‌های شناور می‌پردازند. برگ‌ها و ساقه‌های گالی به رنگ سبز ملایم هستند و سطح صافی دارند.